# أولاد عمران
أولاد عمران هي قرية مغربية غرب المملكة. تنتمي أولاد عمران لإقليم سيدي بنور الساحلي جنوبي الدار البيضاء. تضم هذه القرية 11.866 نسمة (إحصاء 2004).

## أعلام
- أحمد الميداوي